# Jeux en boîte
Jeux en boîte est un magazine français consacré aux jeux de société. L'essentiel du journal est consacré aux tests de jeux et le public visé est plutôt celui des joueurs aguerris et des institutionnels : ludothèques et acteurs du monde du jeu.
Le premier numéro est sorti en novembre-décembre 2000. La parution est depuis 2004 assez aléatoire. Le numéro 33, dernier disponible, date de 2007. Après 18 mois sans sortie, le dernier numéro, précise "Même pas mort !" en couverture.